# Мальдини, Паоло
Па́оло Че́заре Мальди́ни (итал. Paolo Cesare Maldini; род. 26 июня 1968[…], Милан) — итальянский футболист, многолетний капитан «Милана» и сборной Италии, а также один из немногих футболистов, выступавших за один клуб более двадцати лет.
Играл на позиции центрального и левого защитника.
Всю свою футбольную карьеру провёл в «Милане», за который сыграл 902 официальных матча. Является культовым футболистом для болельщиков клуба.
Лучший футболист мира 1994 года по версии World Soccer.
В 1995 году был номинирован на звание «Игрок года ФИФА», где занял второе место, уступив своему одноклубнику Джорджу Веа. Провёл 126 матчей в составе сборной Италии — это третий результат за всю историю сборной после Джанлуиджи Буффона и Фабио Каннаваро. Также Паоло Мальдини являлся абсолютным рекордсменом по количеству сыгранных матчей в итальянской Серии А — (647 матчей) до 4 июля 2020 года. Рекорд Паоло Мальдини побил другой итальянский ветеран Джанлуиджи Буффон.
Номер 3 в «Милане» закреплён за Мальдини и по окончании им карьеры был изъят из оборота. Однако Мальдини дал согласие на то, что если один из его сыновей будет играть за клуб, то сможет получить 3-й номер. До недавних пор за клуб выступал его младший сын Даниэль — под номером 27. В арендах в «Специи» и в «Эмполи» — под номером 30.
Офицер ордена «За заслуги перед Итальянской Республикой», награждён 12 июля 2000 года.

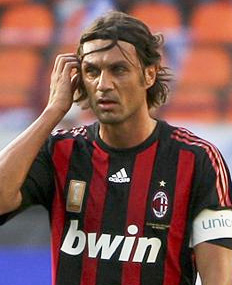
Мальдини во время игры за «Милан» (2008)

## Клубная карьера
Паоло Мальдини с раннего детства мечтал стать футболистом «Милана», как и его отец — Чезаре Мальдини, который был многолетним и прославленным капитаном «Милана» и выиграл с клубом Кубок чемпионов в 1963 году.
Дебют Мальдини состоялся 20 января 1985 года, в матче «Удинезе» — «Милан». На тот момент футболисту было 16 лет и 208 дней.
Мальдини стал самым молодым футболистом «Милана», игравшим в Серии А. Этот рекорд держится и по сей день.
Со следующего сезона он прочно закрепился в стартовом составе взрослой команды, проводя от 19 до 50 матчей за сезон на протяжении 25 лет. Мальдини был капитаном «Милана» с 1997 по 2009 год. Он выиграл Лигу чемпионов 2002/03, сыграв во всех 19 матчах «Милана» в турнире (включая 3-й квалификационный раунд).
31 мая 2009 года в возрасте 40 лет сыграл свой последний матч («Фиорентина» — «Милан» 0:2) в качестве профессионального игрока и официально завершил карьеру футболиста.
После ухода Мальдини из футбола «Милан» закрепил за ним 3-й номер и изъял из обращения, но при одном условии — если один из его сыновей подпишет взрослый контракт с «Миланом», он будет иметь право взять № 3.

## Карьера в сборной
Когда Мальдини исполнилось 19 лет, он был приглашён в сборную своей страны, где и сыграл первый матч 31 марта 1988 года против Югославии. Встреча закончилась со счётом 1:1. Завершил карьеру в сборной в 2002 году, сразу после чемпионата мира по футболу в Японии и Корее.

## Возвращение в «Милан» в роли менеджера
5 августа 2018 года было официально объявлено о возвращении Мальдини в «Милан» на руководящую должность.
Паоло был назначен директором по стратегическому развитию клуба и должен работать в тесном контакте с Леонардо — отвечая и за трансферную деятельность «россонери» в частности.
Новый президент «Милана» Паоло Скарони заявил, что назначение Мальдини это ещё один важный шаг со стороны владельцев из компании «Elliott Management» по возвращению «красно-черных» на законное место среди лучших футбольных клубов Европы.
Летом 2019 года, после ухода Леонардо, Паоло Мальдини стал техническим директором клуба. В июне 2023 года Мальдини был уволен из-за конфликта с новым владельцем клуба Джерри Кардинале.

## Достижения

### Командные
«Милан»

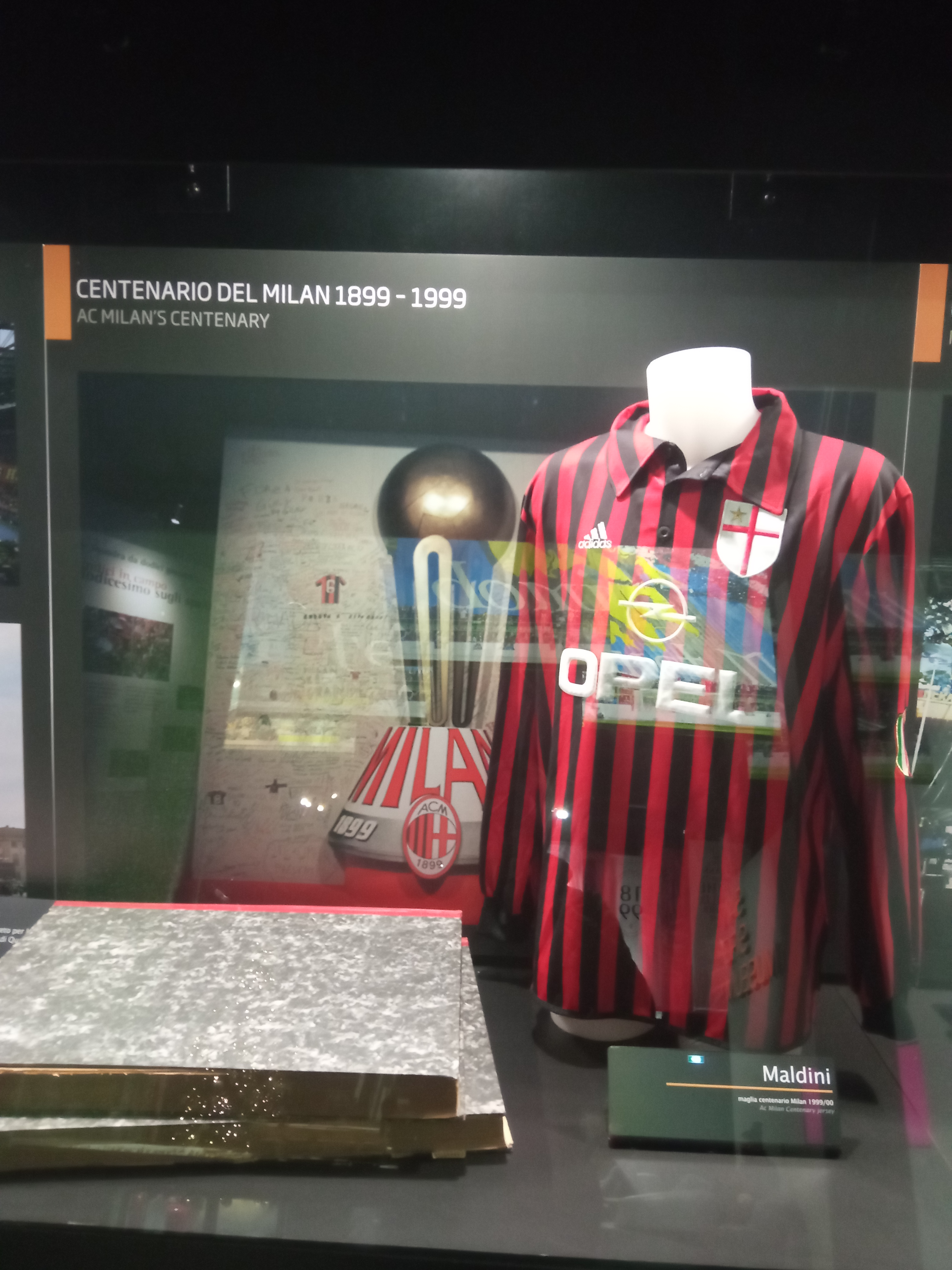
Футболка Мальдини в клубном музее «Милана» на Сан Сиро

- Чемпион Италии (7): 1987/88, 1991/92, 1992/93, 1993/94, 1995/96, 1998/99, 2003/04
- Обладатель Кубка Италии: 2002/03
- Обладатель Суперкубка Италии (5): 1988, 1992, 1993, 1994, 2004
- Победитель Лиги чемпионов УЕФА (5): 1988/89, 1989/90, 1993/94, 2002/03, 2006/07
- Обладатель Суперкубка УЕФА (5): 1989, 1990, 1994, 2003, 2007
- Победитель Клубного чемпионата мира: 2007
- Обладатель Межконтинентального Кубка (2): 1989, 1990
- Финалист Лиги чемпионов УЕФА: 2004/05
- Итого: 26 трофеев

Сборная Италии
- Серебряный призёр Чемпионата мира 1994
- Серебряный призёр Чемпионата Европы 2000
- Бронзовый призёр Чемпионата мира 1990
- Бронзовый призёр Чемпионата Европы 1988

### Личные
- Сыграл более тысячи официальных матчей
- Сыграл в Чемпионате Италии (Серия А) 647 матчей (второй рекорд по количеству игр в Серии А)
- Автор самого быстрого гола в финале Лиги чемпионов, на 52-й секунде матча в ворота «Ливерпуля»[13]
- Входит в состав символической сборной по итогам чемпионата Европы по версии УЕФА (3): 1988, 1996, 2000
- Входит в состав символической сборной чемпионата мира по версии ФИФА (2): 1990, 1994
- Входит в состав символической сборной Европы по версии ESM (4): 1994/95, 1995/96, 1999/00, 2002/03
- Игрок матча в финале Лиги чемпионов УЕФА: 2002/03
- Входит в состав символической сборной года по версии УЕФА (2): 2003, 2005
- Лучший защитник Чемпионата Италии: 2004
- Лучший защитник года по версии УЕФА: 2007
- Входит в состав символической сборной года по версии ФИФПРО: 2005
- Входит в список ФИФА 100
- Лауреат премии Гаэтано Ширеа: 2002
- Награждён орденом FIFA «За вклад в развитие футбола» (2007)
- Обладатель Трофея Браво: 1989
- Второй игрок года по версии ФИФА: 1995
- Лучший футболист Европы по версии El Pais: 1994
- Лучший футболист мира по версии World Soccer: 1994
- Третий игрок Европы по версии французского журнала Onze Mondial: 1995
- Дважды третий лучший футболист Европы по версии France Football: 1994 и 2003
- Включён в список величайших футболистов XX века по версии World Soccer
- Введён в Зал славы итальянского футбола: 2012
- Включён в сборную чемпионатов мира всех времён (2002)
- Golden Foot: 2021 (в номинации «Легенды футбола»)

## Государственные награды
- Офицер ордена «За заслуги перед Итальянской Республикой» (12 июля 2000)
- Кавалер ордена «За заслуги перед Итальянской Республикой» (30 сентября 1991)

## Семья
Паоло Мальдини рос в большой семье. У его отца Чезаре Мальдини и матери Марии Луизы 6 детей. У Паоло 2 младших брата (Алессандро и Пьер Чезаре) и три старших сестры (Моника, Донателла и Валентина). Паоло женат на Адрианне Фосса. Есть два сына (Кристиан и Даниэль).

## Увлечения
Помимо футбола в свободное время работает на спутниковом телевидении и ведёт музыкальную программу с DJ Ringo на итальянском «Радио 105». Владеет магазином по продаже видеоигр и является совладельцем дискотеки-бара «Hollywood», где миланисты часто отмечают свои победы и где Мальдини познакомился со своей женой.
27 июня 2017 года Мальдини дебютировал в профессиональном теннисе. 49-летний итальянец в первом круге парного разряда турнира серии «челленджер» в Милане с призовым фондом 43 тыс. евро и его соотечественник Стефано Ландонио, получившие «уайлд-кард» от организаторов, уступили поляку Томашу Беднареку и нидерландцу Давиду Пелу со счётом 1:6, 1:6. Продолжительность встречи составила 42 минуты.

## Статистика выступлений

### Клубная
| 1984/85          | Милан            | 1   | 0  | —  | — | —   | — | —  | — | 1   | 0  |
| 1985/86          | Милан            | 27  | 0  | 6  | 0 | 6   | 0 | 1  | 0 | 40  | 0  |
| 1986/87          | Милан            | 29  | 1  | 7  | 0 | —   | — | 1  | — | 37  | 1  |
| 1987/88          | Милан            | 26  | 2  | 1  | 0 | 2   | 0 | —  | — | 29  | 2  |
| 1988/89          | Милан            | 26  | 0  | 7  | 0 | 7   | 0 | —  | — | 40  | 0  |
| 1989/90          | Милан            | 30  | 1  | 6  | 0 | 10  | 0 | 1  | 0 | 47  | 1  |
| 1990/91          | Милан            | 26  | 4  | 3  | 0 | 5   | 0 | 1  | 0 | 35  | 4  |
| 1991/92          | Милан            | 31  | 3  | 7  | 1 | —   | — | —  | — | 38  | 4  |
| 1992/93          | Милан            | 31  | 2  | 8  | 0 | 10  | 1 | 1  | 0 | 50  | 3  |
| 1993/94          | Милан            | 30  | 1  | 2  | 0 | 12  | 1 | 2  | 0 | 46  | 2  |
| 1994/95          | Милан            | 29  | 2  | 1  | 0 | 12  | 0 | 1  | 0 | 43  | 2  |
| 1995/96          | Милан            | 30  | 3  | 3  | 0 | 8   | 0 | —  | — | 41  | 3  |
| 1996/97          | Милан            | 26  | 1  | 3  | 0 | 6   | 0 | 1  | 0 | 36  | 1  |
| 1997/98          | Милан            | 30  | 0  | 7  | 0 | —   | — | —  | — | 37  | 0  |
| 1998/99          | Милан            | 31  | 1  | 2  | 0 | —   | — | —  | — | 33  | 1  |
| 1999/00          | Милан            | 27  | 1  | 4  | 0 | 6   | 0 | 1  | 0 | 38  | 1  |
| 2000/01          | Милан            | 31  | 1  | 4  | 0 | 14  | 0 | —  | — | 49  | 1  |
| 2001/02          | Милан            | 15  | 0  | —  | — | 4   | 0 | —  | — | 19  | 0  |
| 2002/03          | Милан            | 29  | 2  | 1  | 0 | 19  | 0 | —  | — | 49  | 2  |
| 2003/04          | Милан            | 30  | 0  | —  | — | 10  | 0 | 2  | 0 | 42  | 0  |
| 2004/05          | Милан            | 33  | 0  | —  | — | 13  | 1 | 1  | 0 | 47  | 1  |
| 2005/06          | Милан            | 14  | 2  | —  | — | 9   | 0 | —  | — | 23  | 2  |
| 2006/07          | Милан            | 18  | 1  | —  | — | 9   | 0 | —  | — | 27  | 1  |
| 2007/08          | Милан            | 17  | 1  | —  | — | 4   | 0 | 2  | 0 | 23  | 1  |
| 2008/09          | Милан            | 30  | 0  | —  | — | 2   | 0 | —  | — | 32  | 0  |
| Всего за карьеру | Всего за карьеру | 647 | 29 | 72 | 1 | 168 | 3 | 15 | 0 | 902 | 33 |

### В сборной
| Статистика выступлений Паоло Мальдини сборную | Статистика выступлений Паоло Мальдини сборную | Статистика выступлений Паоло Мальдини сборную | Статистика выступлений Паоло Мальдини сборную |
| Сборная                                       | Сезон                                         |                                               |                                               |
| Сборная                                       | Сезон                                         | Игры                                          | Голы                                          |
| --------------------------------------------- | --------------------------------------------- | --------------------------------------------- | --------------------------------------------- |
| Италия                                        |                                               |                                               |                                               |
| 1988                                          | 10                                            | 0                                             |                                               |
| 1989                                          | 7                                             | 0                                             |                                               |
| 1990                                          | 11                                            | 0                                             |                                               |
| 1991                                          | 8                                             | 0                                             |                                               |
| 1992                                          | 7                                             | 0                                             |                                               |
| 1993                                          | 5                                             | 2                                             |                                               |
| 1994                                          | 12                                            | 0                                             |                                               |
| 1995                                          | 7                                             | 1                                             |                                               |
| 1996                                          | 7                                             | 0                                             |                                               |
| 1997                                          | 11                                            | 2                                             |                                               |
| 1998                                          | 11                                            | 1                                             |                                               |
| 1999                                          | 7                                             | 1                                             |                                               |
| 2000                                          | 11                                            | 0                                             |                                               |
| 2001                                          | 7                                             | 0                                             |                                               |
| 2002                                          | 5                                             | 0                                             |                                               |
| Всего                                         | Всего                                         | 126                                           | 7                                             |